# Goniothalamus walkeri
Goniothalamus walkeri este o specie de plante din genul Goniothalamus, familia Annonaceae, descrisă de Joseph Dalton Hooker și Thomas Thomson. Conform Catalogue of Life specia Goniothalamus walkeri nu are subspecii cunoscute.